# Limnonectes kohchangae
Limnonectes kohchangae és una espècie de granota que viu a Cambodja i Tailàndia. Està amenaçada d'extinció per la pèrdua del seu hàbitat natural.